# Neobanepa peruviensis
Neobanepa peruviensis là một loài bướm đêm trong họ Crambidae.